# Западинський Олександр Семенович
Олександр Семенович Западинський (1914—2002) — радянський військовий льотчик, Герой Радянського Союзу (1944).

## Біографія
Народився в 1914 році у с. Кальник (нині Іллінецького району). Українець. Член КПРС із 1942 р. Закінчив сільськогосподарський технікум.
З 1936 р. служив у Радянській Армії. У 1940 р. закінчив Мелитопольське авіаційне училище.
Учасник німецько-радянської війни з вересня 1941 р. Боровся на Карельському фронті в Заполяр'ї.
За зразкове виконання бойових завдань командування на фронті боротьби з німецько-фашистськими загарбниками і виявлені при цьому відвагу і геройство Указом Президії Верховної Ради СРСР від 4 лютого 1944 року льотчику-спостерігачеві 118-ї Червонопрапорної окремої дальньорозвідувальної авіаційної ескадрильї старшому лейтенантові Западинському Олександру Семеновичу присвоєно звання Героя Радянського Союзу. Нагороджений орденами Леніна, Червоного Прапора, двома орденами Червоної Зірки, орденом Вітчизняної війни I ступеня і багатьма медалями.
Майор у відставці з 1957 р. Жив у м. Вінниці. Працював в обчислювальному центрі.

## Пам'ять
У селі Кальник є вулиця Западинських (названа на честь Олександра і його брата — участника німецько-радянської війни).